# マン島TTレース

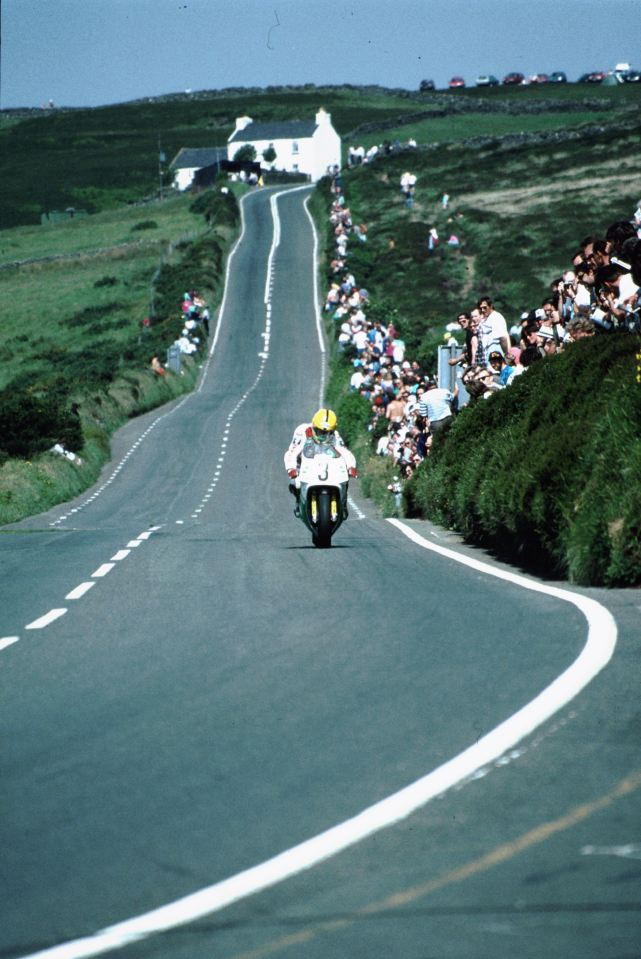
1992年のマン島TTレースでホンダRC30を駆るジョイ・ダンロップ。レースはこのように公道で行われている。沿道にいる人々は観客。

マン島TTレース（マンとうティーティーレース、英：The Isle of Man TT ）は、1907年からイギリス王室属国のマン島 (Isle of Man) で開催されているオートバイ競技である。TTはTourist Trophy（ツーリスト・トロフィー）の略称。
競技は世界最古の議会で『青空議会』としても知られるマン島議会ティンワルドが制定した公道閉鎖令に基づき公道を閉鎖して行なわれる。2023年現在で260人以上の参加者が死亡しており、世界で最も危険な競技とも言われている。

## 概要
Tourist Trophy（ツーリスト・トロフィー）という賞杯が最初に懸けられのは、1905年9月14日にマン島で開催された自動車レース (1905 International Tourist Trophy) からであった。この王立自動車クラブ (RAC) 後援によるRAC ツーリスト・トロフィーはモータースポーツ界で現存する最古のタイトルとして現在も続いている。一方、1905年5月31日に同じマン島で開催されたモーターサイクルの英国代表選抜レースが、1907年よりマン島TTレースとして例年開催されるようになり、TTレースといえばこちらを指すような名物イベントに成長していった。
ツーリストとは旅行者ではなく「遠征するスポーツ選手」という意味で、マン島TTレースの場合はライダーのことを指す。レースの形態が現在のようなサーキット（周回コース）を使用して行われるようになるまで、ヨーロッパの都市と都市を結ぶ公道を使用して行う都市間長距離移動レースという形態であったことに由来しており、自転車競技のステージレースで「ツアー（フランス語では「ツール」）」という語が用いられるのと同様である。
開始当初はツーリング・マシンと呼ばれる市販車と同じオートバイのために開催されており、市販車の改良を目的としていた。やがて、レースに出場するオートバイは年々スポーツタイプと進化していった。
伝統的に5月最終週から6月第1週にかけて開催され、コースは島の南東部にある首都ダグラスを始点として、西へ北へと大きく曲がりながら、北東海岸部の町ラムゼイまで往復する。1周の長さは37 3/4マイル(60.7km)で、200以上のカーブが存在し、海抜0ftから1,300ft(396m)を超える高低差がある。コースは普段一般道として日常生活や観光のために使われており、レーサー達が通行する際は一般車両を規制する。参加車両の最高速度は300km/h以上であり、平均速度は200km/hを超え、1周を20分弱で走破してしまう。
サーキットのように完全に整備された舗装路ではないごく普通の一般道のため、わずかな段差で十数メートルをジャンプする事もあれば、トップスピードで前後サスペンションが激しく動いて振動を吸収している姿も見られる。超高速コーナーでのパワースライドやウィリー走行、市街地部分やヘアピンコーナーでのオーバーテイクもごく当たり前に行われており、それを目当てにして観覧禁止区域に侵入してしまうギャラリーも多い。公道のためエスケープゾーンがほとんど存在せず、事故の際のライダーは「運が良ければ生還」という例が大半であり、基本的には死亡事故である。参加者は過度なアドレナリン分泌により、レース中は一切の恐怖を感じないという。完走後は緊張の糸がほぐれた影響により、へたり込んだり泣き出してしまうライダーも多い。
授与されるトロフィーは創設者の一人であるマルキ・ド・モウジリ・サン・マルス(the Marquis de Mouzilly St. Mars )が寄贈したもので、その銀のフィギュアはオリンピックの神ヘルメースが羽の生えている車輪にまたがっているものである。このトロフィーは、マン島・ツーリスト・トロフィー・自動車レースの勝者に授与されるモンタギュー・トロフィーに似ている。順位以外でも、完走したライダーには最大級の栄誉が与えられる。
近年、初参加選手にはマンクス・グランプリでの実績と経験が求められる。

## はじまり
マン島のレースは1904年にゴードン・ベネット・カップの出場者を選抜するトライアルとして始まり、当初は自動車のみのレースだった。1903年に英国にて自動車法が施行されて20mphの速度制限が実施された。英国・アイルランド・自動車クラブ（後の王立自動車クラブ）の代表は、マン島上層部に接触して公道での自動車レースの許可を要請し、1904年の公道（軽蒸気機関）法でマン島52.15マイルの"ハイランド（高地）"コースの使用が許可された。
1905年のゴードン・ベネット・カー・トライアルで、国際モーターサイクルカップレースに出場する英国代表チームを選出するためのトライアル競技を開催することが決定した。険しい山岳セクションの登坂がモーターサイクルには難しく、ラムゼイ・ヘアピンでは事故も起きたことから、競技委員は最終的にゴードン・ベネット・トライアルコース中の25マイルセクションをコースとして設定した。マン島の首都、ダグラス市の南部からキャッスルタウンを抜けて北上し、A3道路でバラクレイン方面に向かう途中で折り返し、コルビーとグレン・バインを経由してスタート地点のダグラスに戻るという、現在のルートを逆にたどる設定だった。このレースではJ.S.キャンベルが4時間9分36秒で優勝している。
1906年、国際モーターサイクルカップがオーストリアで開催されたが、このレースでは不正行為や策略が横行して混迷した。列車で帰還する際にオート＝サイクル・クラブの代表とフレディ・ストレート、コリエル兄弟（マチレス・モーターサイクル）、マルキ・ド・モウジリ・サン・マルスといった面々が話し合った結果、翌年のレースは公道用のモーターサイクルを使い、マン島での公道閉鎖コースでの自動車競技をベースに行なうことが決まった。この新式競技方法は1907年1月17日にロンドンで開催されたオート＝サイクル・クラブの年次夕食会で雑誌『モーターサイクル』の編集者から提案された。競技は単気筒で平均燃費が90mpgのクラスと2気筒で平均燃費75mpgとの2クラスに分けて行われた。公道仕様車両のレギュレーション（規定）としてサドル、ペダル、マッドガード、排気サイレンサーに対して指定がなされた。
1907年5月28日に第1回競技が開催され、15マイル1,470ヤードのセント・ジョン・ショート・コースをサドル、ペダル、マッドガード（泥よけ）などを装備して公道での保安基準を満たしたツーリング用モーターサイクルで10周した。マチレスに乗ったチャーリー・コリエルが4時間8分8秒/平均時速61km/hで単気筒クラスと総合クラスで優勝。2気筒クラスはプジョーエンジンを載せたノートンでレム・フォウラーが4時間21分52秒/平均時速58km/hでの優勝だった。『マルキ・ド・モウジリ・サン・マルス』トロフィーはこの年から授与されるようになった。
1908年には燃費が単気筒は100mpg、2気筒は80mpgに上げられ、ペダルの使用は禁止された。ジャック・マーシャルがトライアンフで優勝し、平均時速は64km/hだった。1909年は燃費規定が改正されて排気サイレンサーの使用が廃止された。単気筒マシンは500ccまでと規定され、2気筒マシンは750ccまでとされた。周回速度の高速化に伴い、1910年から2気筒マシンは670ccまでとされた。

## マウンテン・コース時代

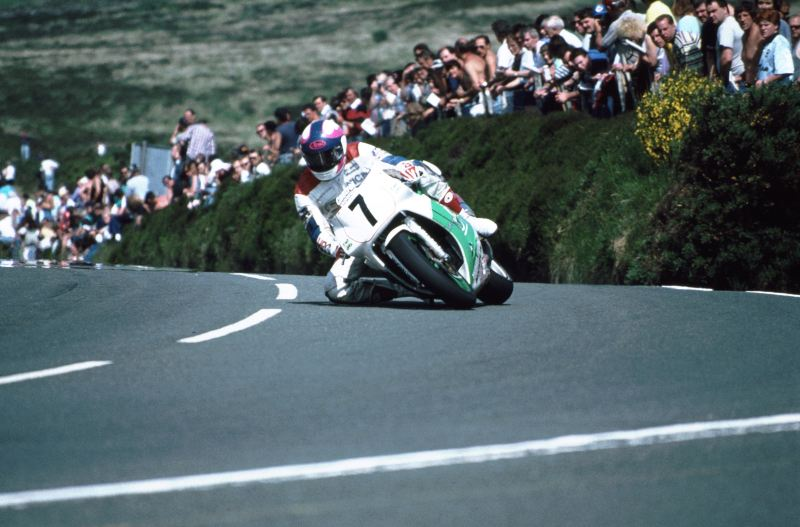
Philip McCallenとホンダVFR750R

新コースとして設定された37.5マイルのスネーフェル・マウンテン・コース(Snaefell mountain course)での第1回目は1911年に行なわれた。ジュニアTTレースとセニアTTレースの2つに分離され、ジュニアTTレースは300ccの単気筒または340ccの2気筒で4周し、セニアTTレースは500ccの単気筒または585ccの2気筒でを5周した。この年、ジュニアTTレースで35台がエントリーし、ハンバーに乗ったパーシー・J・エバンズが3時間37分7秒/平均時速41.45mphで優勝した。
マウンテン・コースでは乗員と車両の双方に技術的な挑戦が求められた。インディアンは2速ギアボックスとチェーン駆動を採用し、1911年マン島セニアTTでオリバー・ゴドフレイが3時間56分10秒/平均時速47.63mphで優勝した。これに対して、マチレスは6速ベルト駆動で、チャーリー・コリエルが乗り2位となったが、レース後、規定外の給油により失格している。1911年の予選中にビクター・サリッジがラッジに乗りグレン・ヘレンでクラッシュを起こし亡くなっている。
1912年には、単気筒と2気筒の別なく350ccまでがジュニアTTレースとなり、500ccクラスがセニアTTレースとなった。1913年、オートサイクル・クラブの代表がトミー・ラフボローからフレディ・ストレートになり、すぐにレースがより難しく変更された。ジュニアTTレースは2つのレースに分離され、2周と4周になった。セニアTTレースは7周で、ジュニアTTレースの4周組と一緒にスタートした。1914年、ジュニアTTは5周となり、スタート地点もブレイ・ヒルに移動した。これにより競技者のパドックスペースが広く取れるようになった。クラッシュに備えてヘルメット着用が義務付けられた。1914年、ジュニアTTは豪雨の中で開催され、マウンテンコースは霧が発生していた。AJSに乗ったエリック・ウィリアムズが4時間6分50秒/平均時速45.58mphで優勝した。この年、ロイヤル・エンフィールドに乗ったフランク・ウォーカーが事故で亡くなっている。

### 1920年代-1930年代
マン島でのモーターサイクルレースは第一次世界大戦終了後、1920年に再開した。スネーフェル・マウンテン・コースに変更が加えられ、スタートとゴールはグレンクラチェリーロードに置かれた。コース長は37.75マイルとなった。ジュニアTTレースでは250cc軽量クラスも新設された。1923年のコース変更で議会広場からラムゼイのメイヒルにかけての私道が含まれて、コース長は37.73マイルとなった。スネーフェル・マウンテン・コース の一部は、Creg-na-BaaとHillberryの途中でクラッシュし足の骨を折ったライダー、ウォルター・ブランディシュにちなみ、ブランディシュと名づけられた。
1923年のセニアTTレースは悪天候と地元出身の地の利でトム・シェアードがダグラスに乗り2度目の優勝を果たしている。1923年ジュニアTTレースはスタンレー・ウッズがコットンに乗って優勝した。サイドカーレースの第1回も同時に行なわれ、TTコースを3周した。優勝は運転フレディ・ディクソンと同乗ウォルター・ペリーの組で、特注のダグラス製バンキング＝サイドカーで2時間7分4秒/平均時速53.15mphだった。1924年、175ccの超軽量TTレースも行なわれるようになった。これはタイムトライアル形式の2組毎のスタートである他のレースと異なり、競技者全員が一斉スタートした。初回優勝者はニュー・ジェラルドに乗ったジョック・ポーターで平均時速51.20mphだった。1924年のジュニアTTレースではケン・テムローがニュー・インペリアルに乗り優勝し、平均時速は55.67mphだった。同じレースで、ジミー・シンプソンがAJSで35分5秒/64.54mphの新周回記録を出した。これは初めて平均時速が60mphを超えた記録であった。軽量TTおよびセニアTTレースではケン・テムローの兄弟、エディ・テムローがニュー・インペリアルで優勝し、6周を4時間5分3秒/55.44mphで走行した。セニアTTレースもジュニアと同様に記録を更新し、アレック・ベネットがノートンで6周を3時間40分24.6秒/61.64mphで60mph台を達成した。
1926年はサイドカーと超軽量にエントリーが無かったため廃止となった。スネーフェル・マウンテン・セクションを含め、ほとんどのTTコースは舗装された。1926年の変更はアルコールベースの燃料が禁止され、車両用ガソリンの使用が求められた。1927年には予選中にアーチー・バーキン（ティム・バーキンの兄弟）が事故を起こしたカーク・マイケルのコーナーがバーキンズ・ベンドと命名され、1928年から予選時も道を閉鎖して行われるようになった。
1930年（昭和5年）、多田健蔵はヴェロセットKTT(350cc)でジュニアクラスに出場してマウンテン・コースを走り、15位になった。初出場で完走し、年齢が42歳であったことを高く評価されてレプリカ賞を獲得した。

### WGP
第二次大戦後の1949年、FIMはロードレース世界選手権(WGP)を開始して、マン島TTレースはイギリスラウンドとして世界選手権シリーズの一戦に組み込まれた。その後もWGPの中でも最も重要な一戦として位置づけられていた。
1954年から1959年まではクリプス・コース(Clypse Course)が使われた。マウンテン・コースの南東に位置する1周17.38kmの公道を使用したロードコースで、マウンテン・コースの一部も使用した。コース名は、人造湖のクリプス湖(Clypse Resevoir)を周回することに因んで名付けられた。1960年からは再びスネーフェルマウンテンコースが使用された。
年々のマシンの性能向上は著しく、1957年にはボブ・マッキンタイヤが初めて100mphを超える平均速度（オーバー・ザ・トン）を記録した。
1959年は日本のホンダが初めて125ccクラスに参戦して完走して谷口尚己が6位入賞、2年後の1961年にはマイク・ヘイルウッドの手によりマン島初優勝を記録した。1963年の50ccクラスではスズキの伊藤光夫が日本人として初優勝した。
マン島TTレースはグランプリの一戦となってからも世界最大のロードレースイベントであり続けたが、一方では60kmに及ぶマウンテン・コースやインターバルスタートといった他のグランプリとは異質な要素が、近代的なサーキットに慣れたGPライダーたちから敬遠されるようになった。また、舗装が荒れていてもコースが長距離に及ぶために改修費用は莫大なものとなる一方で、観客から入場料収入を得ることができない公道コースでは費用の捻出ができなかった。そして、オートバイの速度向上にコースの整備が追いつかず、安全性を重視するライダーはマン島TTレースへの出場を拒否するようになった。ヤマハは1972年はマン島TTレースのみ参加せず、同年ジャコモ・アゴスチーニは「コースが改修されない限り、1973年は出場しないつもりだ」と語った。1973年は有力なチームとライダーは出場しなかった。
そして1976年、FIMは翌年からマン島TTレースをロードレース世界選手権のカレンダーから外し、代わりにイギリスGPとしてシルバーストンでのレースをカレンダーに加えることを発表した。

### 1980年代以降
WGPシリーズから外れたマン島TTレースは市販車ベースのマシンによるレースとなり、1977年からはTTフォーミュラのレギュレーションに沿ったクラスでレースを開催した。1977年のマン島には、WGP時代にマン島レース批判し続けたフィル・リードがエントリーして物議を醸した。しかし、翌年のマイク・ヘイルウッドらトップライダーたち参戦の呼び水ともなり、またジョイ・ダンロップをはじめとする新たなスターライダーも誕生した。
現在、代表的なTTレースのオートバイは空力特性の優れる流線型カウルと技術の向上によりスネーフェル・コースを平均120mph(193km/h)を超えるスピードで駆け抜けていく。平均速度の記録は年々塗り替えられ、2002年にデビッド・ジェフリースが127.29mph(204.81km/h)を記録し、2004年にジョン・マクギネスがヤマハYZF-R1で127.68mph(205.43 km/h)を記録、2006年にマクギネスは129.451mph(208.33km/h)と更に記録を更新した。

### TT Zero

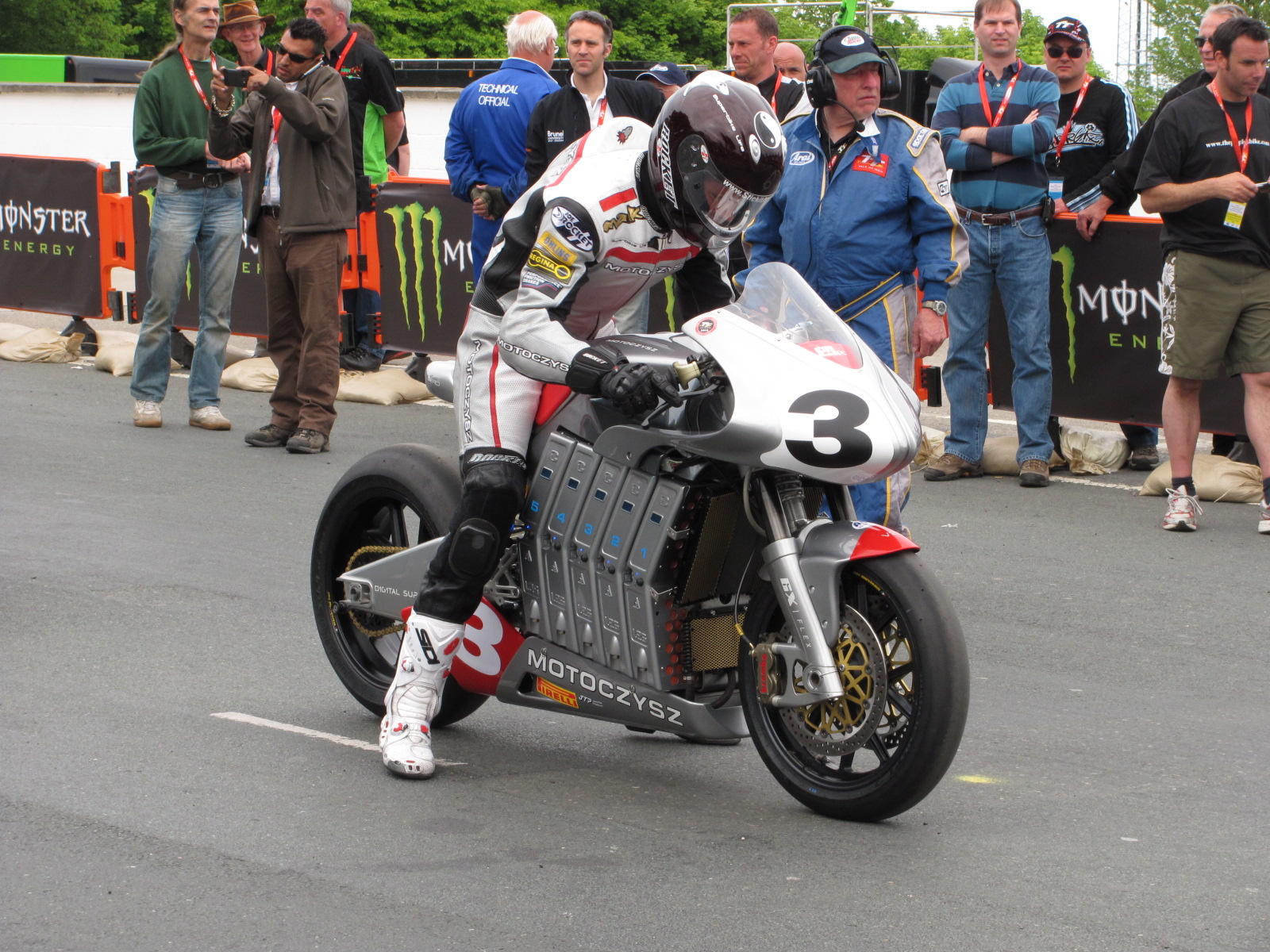
MotoCzysz E1pcに乗るマーク・ミラー（2010年）

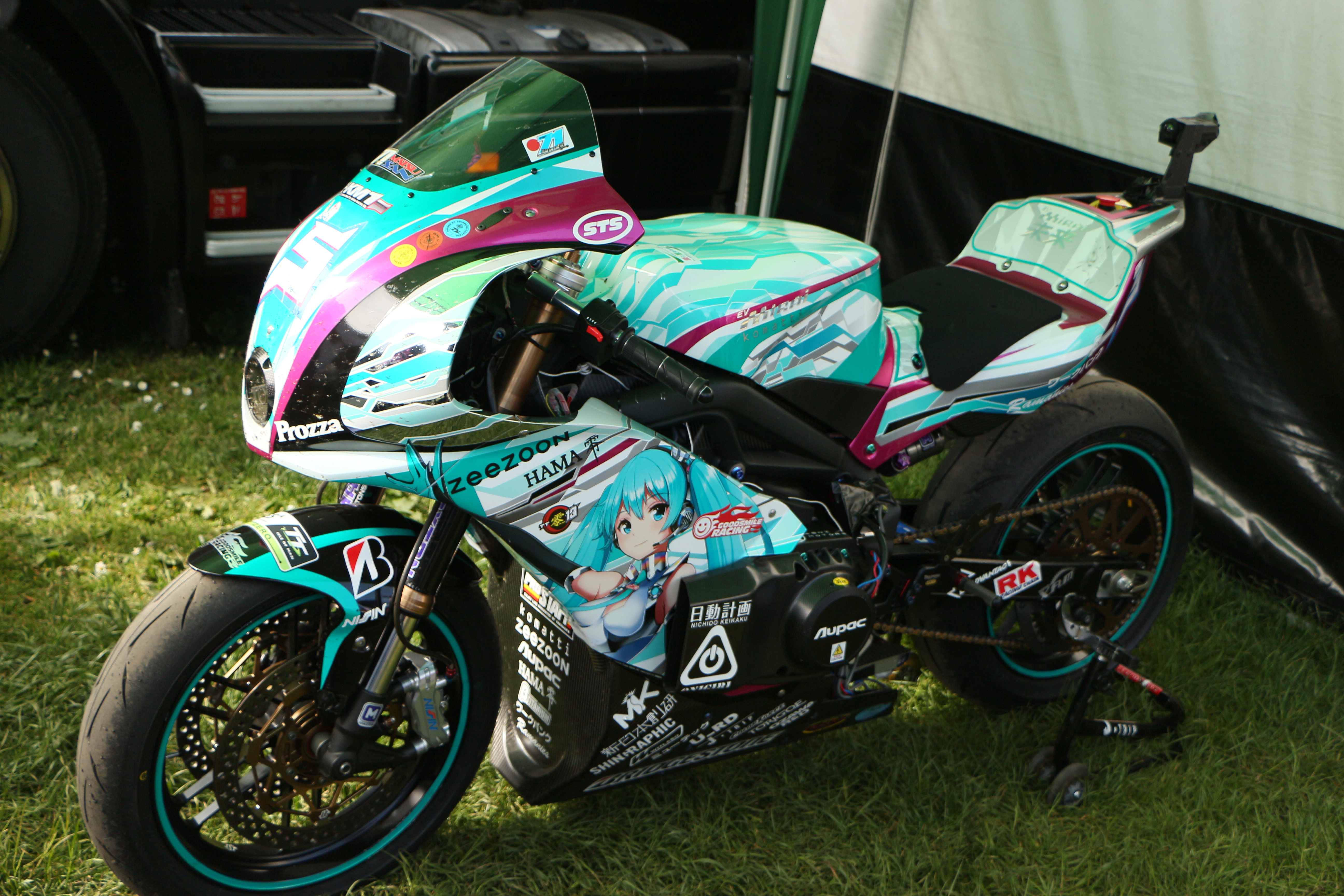
KOMATTI-MIRAI RACING (2013年)

2008年には世界的な環境問題への関心の高まりから、ティンワルドでゼロエミッションカテゴリが提案され、2009年にテストとして特別レース「TTX」が開催された。チームの参加数や走行性能が未知数であったため、「50分以内にマウンテン・コースを一周（37.773 Miles）」「フロントタイヤを覆うカウル（ダストビン）を許可」など緩い規定が採用された。参加チームも、市販車を改造した大学生チームや地元の有志、フレームまで自社で設計したITベンチャー経営者など多種多様なチームが参戦することになった。なおライダーは他のカテゴリの出走者がボランティアで担当した。
レース当日には多くのチームで漏電やバッテリー上がりなどのトラブルが発生したが、主催者側の予想よりも車体の完成度や平均速度が高いチームが多かったため、2010年からは正式カテゴリの「TT Zero」として継続が決定した。またテストではあったが、アメリカ人ライダー（Thomas Montano）がアメリカ製のバイク（Mission One）で初めて優勝した。
TT Zero第一回レースでは、アメリカ人ライダー（マーク・ミラー）がアメリカに本社を置くモトシズ社のオリジナル車両E1pcで優勝、地元チームの「Man TTX Racing」が3位、キングストン大学の学生チームが4位になっている。
環境PRのイベントとしてスタートしたが、2012年にはM-TECが、2013年からはヤマハが参戦するなど、現在では本格的なレースに発展している。
なお、出走するバイクは「CO2の排出量がゼロ」という条件だったが、事実上は電動バイクのカテゴリとなった。
パイクスピーク・インターナショナル・ヒルクライムでも電動バイクのカテゴリが新設され、TT Zeroに参戦するチームも出走している。
2019年は日本勢が1位から3位まで表彰台を独占した。1位・2位がTEAM MUGEN、3位がTEAM MIRAIである。それぞれ電動バイクのプロトタイプ車両を製作しての参戦であった。表彰台を日本から来たチームが独占したのは1907年、明治時代から開催されているマン島TTのレースにおいて初である。
しかし、この2019年を最後に電動バイククラスであるTT Zeroクラスは休止となった。

## 公道レースならではの危険性
TTは安全面から常に将来が危ぶまれている。レース専用のサーキットとは異なり、コースのすぐ脇に民家の石壁などが存在する上、郊外の直線路ではマシンが時速300km/hと非常に速い速度に達するため、転倒やコースアウトを喫したライダーは重傷あるいは死亡に至る例が多い。特に、マッド・サンデーといわれる誰でも一般参加が可能な走行枠で、オートバイで来場した観客が亡くなる事故が問題視されている。1911年にマウンテンコースに移転してから、2023年までに267人の死者を記録しており、2022年には6人の死者が出ている。日本人の参加者では1962年、高橋国光が世界GP第3戦の決勝でスタートして間もなく激しく転倒し、意識不明の重体に陥り一時は生命も危ぶまれた。1966年には元スズキワークスライダーの藤井敏雄がカワサキ車で個人出場した際、公式練習中の事故で死亡している。2006年には前田淳が練習走行中に何らかの理由でスロー走行していたところを、後続車に追突され亡くなっている。2013年には松下ヨシナリが予選走行中の事故で死亡している。
東京都が三宅島の公道を使用したモーターサイクルレースの開催をめざし、石原慎太郎都知事が2006年のマン島ツーリスト・トロフィーを視察したこともあったが、結局、安全面での懸念などからレースとしての開催は断念し、チャレンジ三宅島モーターサイクルフェスティバルとしてオートバイによるフェスティバルを開催することとなった。

## 優勝者
| 競技者 | 回数 |
| --- | ---- |
| マイケル・ダンロップ | 29   |
| ジョイ・ダンロップ | 26   |
| ジョン・マクギネス | 23   |
| デイブ・モリヌー | 17   |
| イアン・ハッチンソン | 16   |
| マイク・ヘイルウッド | 14   |
| ブルース・アンステイ | 12   |
| スティーブ・ヒスロップ、フィリップ・マッカレン | 11   |
| ジャコモ・アゴスチーニ、ロブ・フィッシャー、スタンレー・ウッズ、イアン・ルーガー | 10   |
| ミック・ボッディス、デビッド・ジェフェリース、ジークフリート・シャウズ、デイブ・サバイル、ベン・バーチャル & トム・バーチャル | 9    |
| ジム・ムーディー、チャス・モーティマー、フィル・リード、チャーリー・ウィリアムズ | 8    |
| ミック・グラント、トニー・ラッター、マイケル・ラター | 7    |
| ジェフ・デューク、ジミー・ガスリー、ジム・レッドマン、ジョン・サーティース | 6    |
| ロバート・ダンロップ、ブライアン・リード、カルロ・ウビアリ、アレク・ベネット、ニック・クロウ | 5    |
| ジョン・ウィリアムズ、タルクィニオ・プロヴィーニ、フレディー・フリス、デイブ・リーチ、レイ・ピックレル、ビル・スミス、ウォルター・ハンドレイ、クラウス・エンダーズ、ジョック・テイラー、トレバー・アイルソン | 4    |
| クリス・パーマー、エイドリアン・アーチバルド、イアン・シンプソン、サイモン・ベック、カール・フォガティ、レイ・アン、ルイジ・タベリ、トム・ヘロン、ボブ・マッキンタイヤ、トニー・ジェフェリース、アラン・ジャクソンJr.、アレックス・ジョージ、デイブ・モリス、ロブ・マケルネア、グレーム・クロスビー、ハロルド・ダニエル、フィル・メロー、バリー・ウッドランド、バリー・スミス、ロルフ・ステインハウゼン、ウォルター・シュナイダー、マックス・デューベル、ライアン・ファーカー、クラウス・クラフェンベック、ディーン・ハリスン、ピーター・ヒックマン | 3    |
| キャメロン・ドナルド、シャウン・ハリス、イアン・ダフス、チャーリー・コリアー、セシル・サンドフォード、ファーガス・アンダーソン、ヒュー・アンダーソン、エドウィン・トウェムロウ、マンリフ・バリントン、ケル・キャラザース、コン・ロウ、エリック・ウィリアムズ、トム・シェアード、ティム・ハント、マルコルム・アップヒル、チャーリー・ドドソン、ハワード・デイビース、ビル・ロマス、エディ・レイコック、アーティー・ベル、ギャリー・ホッキング、ジョン・ハートル、ジョック・ポーター、トレバー・ナティソン、フリッツ・ヒレブラント、ディック・グレイスレイ、ロウリー・バートン、ジェフ・ベル、フレディ・ディクソン、スティーブ・カル、マーク・フリン、ジョン・ホールデン、ビル・アイビー、ゲーリー・ジョンソン、アリスター・キング、アイヴァン・リンティン、グレイム・マクレガー、ブライアン・モリソン、ゲイリー・パジェット、デイブ・サビル、ナイジェル・ピアシー、スティーブ・プラター、ポール・ウィリアムズ、デイブ・サバイル | 2    |
| マイケル・ルッター、ニック・ジェフェリース、ハリー・コリアー、ハリー・リード、ジャック・マーシャル、レム・フォウラー、クロミー・マッキャンドレス、レスリー・グラハム、スティーブ・アボット、ダリオ・アンブロシーニ、フランク・アップルビー、イボー・アーバー、レグ・アームストロング、ゲオルグ・アウアーバシャー、ロス・ウィリアムズ、ピーター・ウィリアムズ、シリル・ウィリアムズ、モンティー・ロックウッド、ケン・カバナ、レイ・ナイト、エバルド・クルーゲ、ゲオルグ・マイヤー、ジョニー・リー、オリバー・ゴッドフリー、ティム・ウッド、フランク・ホワイトウェイ、シリル・プリン、トミー・デ・ラ・ヘイ、フリッツ・シェイダガー、ノーマン・ブラウン、トレバー・バージェス、ラルフ・ブライアンズ、ロジャー・バーネット、ジャック・フィンドレイ、フィル・カーペンター、デイブ・クロクスフォード、グラハム・ペニー、エルンスト・デグナー、伊藤光夫、スチュアート・グラハム、ロン・ハスラム、ビル・シンプソン、マーティン・シャープ、キース・マーティン、マーク・ロジャース、オモボノ・テッニ、フロリアン・カマティアス、マーク・ボールドウィン、イアン・ベル、ディーター・ブラウン、エリック・ブリッグス、ジミー・バカン、モーリス・カーン、ハロルド・クラーク、ロッド・コールマン、シド・クラブツリー、レオ・ダベンポート、エディ・ダウ、パーシー・J・エバンズ、ヘルムート・ファス、シド・グリーブ、ヴェルナー・ハース、コンラッド・ハリスン、ジェームス・ヒリアー、マック・ホブソン、ロバート・ホールデン、ルパート・ホラース、デニス・アイルランド、C・W・ジョンストン、ボブ・キーラー、ニール・ケリー、フランク・ロングマン、ジャック・マーシャル、ヒュー・メイソン、テッド・メラーズ、マーク・ミラー、デレク・ミンター、ジョージ・オデル、エリック・オリバー、マット・オックスレイ、レス・パーカー、デニス・パーキンソン、デレク・パウエル、ブライアン・パースロー、リチャード・クエール、ティム・リーヴス、ハリー・リード、トミー・ロブ、ブレット・リッチモンド、マイク・ロジャース、ナイジェル・ローラソン、デイブ・ローパー、デイブ・シモンズ、ジミー・シンプソン、スティーブ・トンキン、ケネス・トウェムロー、ヘンリー・タイレル・スミス、クリス・ヴィンセント、テリー・ヴィニコンベ、グラハム・ウォーカー、フランク・ホワイトウェイ | 1    |

## ラップレコード
| カテゴリ                 | 競技者                              | オートバイ        | 年度 | レコードタイム | 平均速度                  |
| ------------------------ | ----------------------------------- | ----------------- | ---- | -------------- | ------------------------- |
| Outright(全カテゴリ総合) | ピーター・ヒックマン                | BMW S1000RR       | 2018 | 16:42.778      | 135.452 mph(217.989 km/h) |
| Superbike TT             | ディーン・ハリスン                  | Kawasaki ZX-10R   | 2018 | 16:50.384      | 134.432 mph(216.347 km/h) |
| Supersport TT            | マイケル・ダンロップ                | Yamaha YZF-R6     | 2022 | 17:29.070      | 129.475 mph(208.370 km/h) |
| Lightweight TT           | マイケル・ダンロップ                | Paton S1-R        | 2018 | 18:26.543      | 122.750 mph(197.547 km/h) |
| Senior TT                | ピーター・ヒックマン                | BMW S1000RR       | 2018 | 16:42.778      | 135.452 mph(217.989 km/h) |
| Superstock TT            | ピーター・ヒックマン                | BMW S1000RR       | 2018 | 16:50.601      | 134.403 mph(216.301 km/h) |
| TT Zero                  | マイケル・ラター                    | 無限 神電         | 2019 | 18:34.172      | 121.91 mph(196.20 km/h)   |
| Sidecar TT               | ベン・バーチャル & トム・バーチャル | Honda CBR Sidecar | 2018 | 18:59.018      | 119.250 mph(191.914 km/h) |

## その他
マン島にはツーリスト・トロフィーを頂点として3つの大きなレースがある。ツーリスト・トロフィーは通常、マン島TTレース(The Isle of Man TT Race)と表記される。"TT"は、ブランドロゴのような使用のされかたをしている。各国で行われるレースにはマン島TTレースを真似て、ツーリスト・トロフィーレースと命名されているレースがある。日本語で表記される場合は「マン島TTレース」とも記されるが、"TT"が省略されて「マン島レース」と呼ばれることも多い。
オックスフォード・ワールド・スポーツ・アンド・ゲームスでは、「最古のモーターサイクルレースサーキットはスネーフェル・マウンテン・コースであり、マン島・ツーリスト・トロフィー・レースでいまだ使われている」と記述されている。
TTレースの期間中は道路閉鎖のため島内の旅は困難となるが、TTへのアクセス道路はダグラス市内にあり、マウンテン・コースの中心部にアクセスが可能である。
2007年にはツーリスト・トロフィーは百周年を迎えたが、その前後には「100周年を区切りにマン島TTは廃止されるのではないか」という風説も存在した。

## テレビゲーム
マン島TTレースにちなんだゲームが発売されている。
- マン.TT - セガ（後のセガ・インタラクティブ）が1977年に発表したアーケードゲーム。
- マンクスTT スーパーバイク - セガ（後のセガ・インタラクティブ）が1995年に発表した体感ゲーム。のちにセガからセガサターンやWindows用ソフトとして移植された。
- TTスーパーバイクス リアルロードレーシング - マン島TTレースを再現
- ツーリスト・トロフィー - マン島TTレースとは直接の関係がなく、現代のさまざまなモーターサイクルレースコースを再現し、そのタイトルをツーリスト・トロフィーとしているゲーム
- TT Isle of Man RIDE ON THE EDGE - スネーフェル・マウンテン・コースの60.7キロ全体を再現。開発元：KT Racing パブリッシャー：Bigben Interactive(リリース日 2018年3月27日)